# Ambrosio Pisco
Ambrosio Pisco (1737-1785), fue un cacique indígena.
Recordado por su participación en la Rebelión de los Comuneros (1781-1782) que sacudió al Virreinato de la Nueva Granada (actual Colombia).

## Biografía
Al respecto del nacimiento de Ambrosio Pisco  (1737-1785), Margarita González transcribe un pasaje de un documento en el que Pisco afirma ser “natural del pueblo de Bogotá [actual Funza]”. En cambio, John Leddy Phelan afirma que Pisco había nacido de Chía. La revisión del documento mencionado por ambos historiadores ratificó la información provista por González,  ya que allí se indica que Chía fue el lugar de su bautizo y no el de su nacimiento,.  Ambrosio fue hijo de Antonio Pisco y Gertrudis Pisco, sobrino e hija respectivamente de Luis Pisco, “cacique que fue del pueblo Bogotá”. Luis Pisco murió sin descendencia masculina, debido a lo cual Ignacio, hermano mayor de Ambrosio, detentó el cacicazgo hasta su propia muerte. Ignacio tuvo un hijo con la mestiza Antonia Sanchez, “mezcla de sangre” que según Ambrosio lo excluía de la sucesión, situación paradójica ya que él mismo era mestizo.
```
Sea lo que fuere, Joseph Vicente Pisco, el sobrino, cedió sus derechos sucesorios a Ambrosio.
[
8
]
```

El sacerdote Basilio Vicente de Oviedo (1699-ca. 1775) escribía hacia 1760 sobre el pueblo de Bogotá y su cacicazgo: “…fue la corte de su antiguo rey gentil, y por lo tanto la capital del Reino se titula por esta memoria Santafé de Bogotá del Nuevo Reino de Granada. Por lo dicho es el primer cacicazgo del reino, aunque en grado tan humilde que no merece hoy en día la menor estimación, por no haber quedado descendiente de la línea de aquel Zipa tan poderoso”.  A pesar de no ser descendientes directos de los Zipas, los Piscos remontaban su origen a la realeza de la preconquista. Sin embargo, el juicio de Oviedo sobre el estado del cacicazgo para la segunda mitad del siglo XVIII es diciente. Para este momento en el oriente neogranadino no subsistían muchos cacicazgos, ni eran muy poderosos. Entonces los caciques desempeñaban un rol de mediación entre la población de origen español y sus súbditos indígenas.
Ambrosio Pisco no asumió su función política como cacique, por restringida que esta pudiera ser, sino hasta la coyuntura de la Rebelión de los Comuneros. De hecho, se negó a aceptar el cargo cuando a finales de la década de 1770 se lo ofreciera el fiscal de la Real Audiencia Francisco Moreno y Escandón (1736-1792). Hasta los acontecimientos de 1781, Pisco había llevado una vida dedicada a la agricultura y al comercio. Pisco “es más rico que muchos de los criollos”. En Güepsa (hoy departamento de Santander) tiene hacienda bien vestida de ganados y mulas; en Moniquirá (Boyacá) tienda de géneros, y tienda también en Santafé”. Ejercía funciones de administrador de los monopolios de tabaco y aguardiente, y era poseedor de la hacienda “El Cacique”, localizada en los términos del pueblo de Bogotá, que lindaba con “El Novillero” propiedad del Marqués de San Jorge.
Su participación en la Rebelión de los Comuneros fue bastante reticente, y según su testimonio involuntaria. Originalmente se propuso apoyar a la fuerza expedicionaria enviada desde Santafé para detener el avance de los sublevados, pero la derrota de esta última en Puente Real (hoy Puente Nacional, Santander) el 7 de mayo de 1781 y las amenazas proferidas por los capitanes Comuneros le condujeron a adherirse a estos últimos. Trató de escapar de la presión de los líderes Comuneros e intentó dirigirse a Santafé, pero en el Boquerón de Simijaca los indígenas le aclamaron como su líder. Asumió sin mucho entusiasmo su nuevo rol político, y se le declaró “Príncipe de Bogotá” y “Señor de Chía”, acción que junto al hecho de haber percibido tributos de los indígenas fueron el núcleo de la acusación de traición que se entabló en su contra. El evento más célebre en el que Pisco participó durante la rebelión se produjo poco antes de la firma de las Capitulaciones en Zipaquirá, sucedida el 6 de junio de 1781. El 31 de mayo, el líder comunero Francisco Berbeo (ca.1739-1795) le ordenó que con los cinco mil indígenas que le seguían se dirigiera a las cercanías de Santafé, para evitar la entrada a la ciudad de otros sublevados que pudieran causar desórdenes. Sin embargo, esta acción no llegó a realizarse, y bien pudo ser una estratagema de Berbeo para forzar a las autoridades a ceder a las peticiones estipuladas en las Capitulaciones.
Pisco abogó para que los indígenas de la Provincia de Santafé recuperaran el manejo de las minas de sal de Nemocón, lo que implicaba que se anulara el monopolio estatal  establecido sobre dicho producto en 1777, lo que posteriormente negó rotundamente. La acción más violenta en que participaron sus seguidores (1º de septiembre de 1781) consistió en el incendio de la morada del administrador de las minas de sal en dicha población, acontecimiento que condujo a la ejecución de varios de los implicados y al encarcelamiento de Ambrosio Pisco. Esta acción cuestionó el principio de amnistía que se había establecido en las Capitulaciones de Zipaquirá, las cuales fueron anuladas poco después (7 de septiembre) por un despacho enviado desde Cartagena por el Virrey Manuel Antonio Flórez (ca.1722-1799). Las acusaciones en contra de Ambrosio Pisco pudieron haberle conducido al cadalso, sin embargo, fue indultado en 1782 por el Arzobispo Virrey Antonio Caballero y Góngora (1723-1796), sucesor de Flórez. Aunque Caballero no lo consideraba un sedicioso, y reconocía su papel en la pacificación de los indígenas, por razones políticas no podía permitir su presencia en las cercanías de Santafé y las provincias sublevadas. Fue exiliado a Cartagena donde se encontraba a la hora de su muerte, acontecimiento reportado por el Arzobispo Virrey a las autoridades metropolitanas en una misiva datada el 31 de enero de 1785.
Si bien Ambrosio Pisco fue el jefe nominal de los indígenas involucrados en la Rebelión de los Comuneros, asumió su rol de forma bastante reticente y estuvo siempre a la merced de otros actores partícipes de los acontecimientos. Según John Leddy Phelan, para los criollos que dirigían el movimiento de los comuneros   “Ambrosio Pisco era un candidato ideal a la jefatura de los indios. Estos lo aceptaban con entusiasmo; era un indio hispanizado sin verdadero ímpetu político, y de hecho demostró ser un instrumento maleable para encauzar la cólera de los indios”. Margarita González opina que el interés de los criollos por establecer a Pisco como líder de las poblaciones indígenas, de manera que pudiera ejercer como su interlocutor frente a las autoridades, tenía una racionalidad económica que se manifiesta en el séptimo punto de las Capitulaciones firmadas en Zipaquirá. Al final de éste se estipulaba “que los indios que se hallen ausentes del pueblo que obtenían, cuyo resguardo no se haya vendido ni permutado, sean devueltos a sus tierras de inmemorial posesión, y que todos los resguardos que de presente posean les queden no sólo en el uso, sino en cabal propiedad para poder usar de ellos como tales dueños”. Al dejar de ser los resguardos una propiedad comunal e inalienable, convirtiéndose en propiedad privada de los indígenas, estos podrían haberse dividido y vendido a los mestizos y criollos ávidos de tierras.  Ambrosio Pisco fue un líder reticente que si bien en algunos casos pudo velar por el interés de sus seguidores, como en lo referido a la derogación del monopolio sobre las salinas, en otros, como en la “privatización” de los resguardos, fue agente de intereses de otros actores de su sociedad.